# Der parfümierte Garten

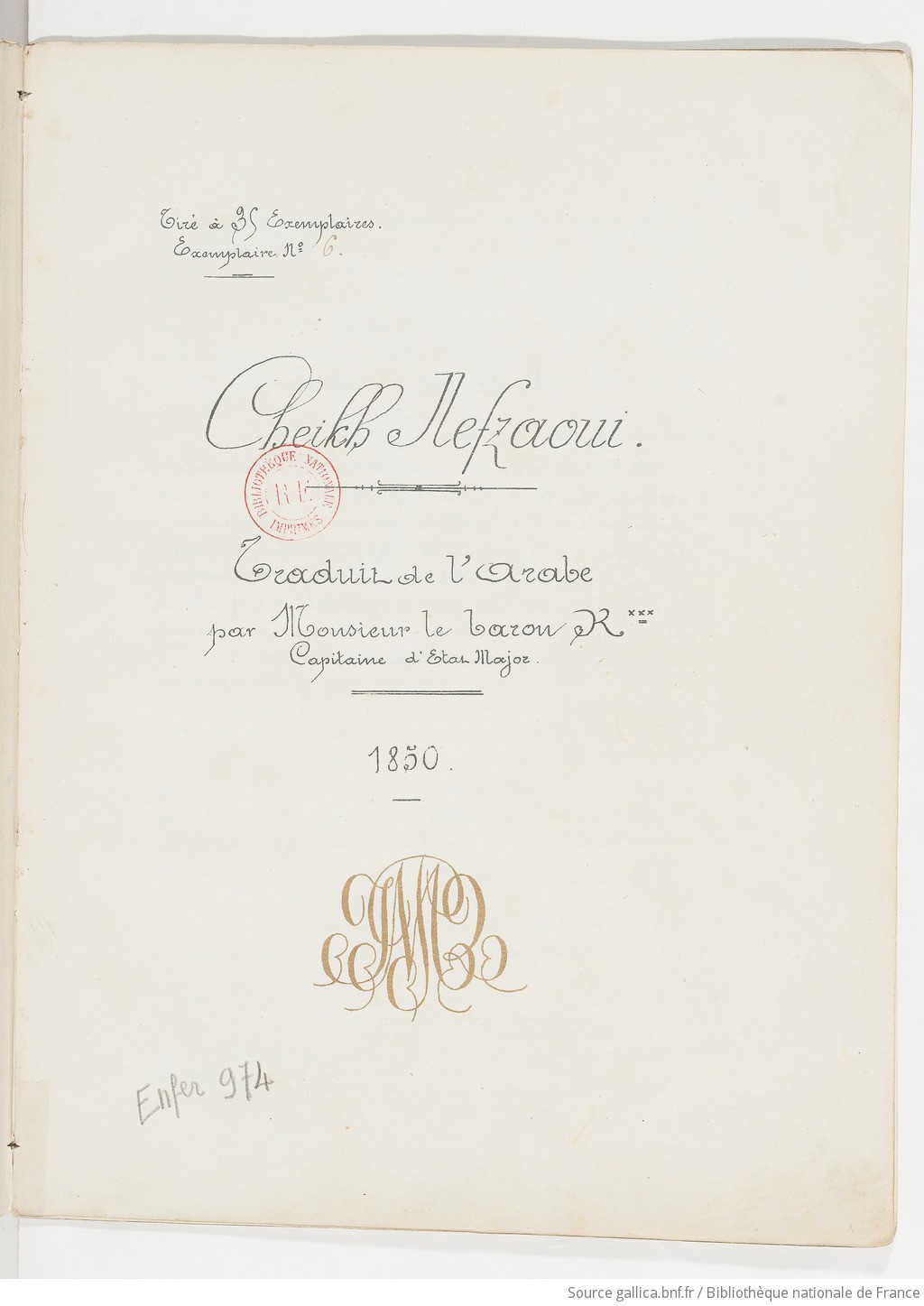
Titelblatt der der französischen Übersetzung von 1850

Der parfümierte Garten (auch Der duftende Garten) ist der deutsche Name eines arabischen Ehehandbuchs aus dem frühen 15. Jahrhundert, das aufgrund seiner erotischen Geschichten und freizügigen Behandlung menschlicher Sexualität schon im 19. Jahrhundert auf großes Interesse in Europa stieß. Der vollständige arabische Titel lautet الروض العاطر في نزهة الخاطر / ar-Rauḍ al-ʿāṭir fī nuzhat al-ḫāṭir / ‚Der duftende Garten zur Erbauung des Gemüts‘. Verfasser ist Abū ʿAbdallāh Muḥammad an-Nafzāwī (im Deutschen auch mit Scheikh Nefzawi wiedergegeben), dessen Nisba auf seine Herkunft aus der südtunesischen Stadt Nafzāwā hinweist. In seinem Vorwort teilt an-Nafzāwī mit, dass er sein Werk für Muḥammad ibn ʿAwāna az-Zawāwī, den Großwesir des Hafsiden-Herrschers Abd al-Aziz II. (reg. 1394–1433), nach der Eroberung von Tunis 1410/1411, was einen Zeitrahmen für die Entstehung des Werks von 1410 bis 1434 ergibt.

## Aufbau
Das Werk enthält eine Vorrede und 21 Kapitel. Kapitel 1 bis 4 behandeln lobenswerte und verachtenswerte Eigenschaften bei Mann und Frau, Kapitel 5 und 6 gesundheitliche Regeln für den Koitus und das Vorspiel sowie unter Hinweis auf Sure 2:223 die verschiedenen Sexualpositionen. Kapitel 7 warnt vor den Folgen der Maßlosigkeit beim Geschlechtsverkehr. Kapitel 8 und 9 behandeln arabische Namen für Penis und Vagina sowie die Bedeutung erotischer Träume. Kapitel 10 handelt von den Penissen der Tiere. Kapitel 11 beschäftigt sich mit Listen und Ränke von Frauen. In den letzten Kapiteln geht es um Aphrodisiaka (Kap. 13), die Behandlung weiblicher Unfruchtbarkeit (Kap. 14), Gründe für männliche Unfruchtbarkeit (Kap. 15), Mittel zur Abtreibung (Kap. 16), Behandlung von Erektionsproblemen (Kap. 17), Mittel zur Penisvergrößerung (Kap. 18), Desodorierung von Achselhöhle und Scheide, Verengung der Scheide (Kap. 19), Anzeichen für Schwangerschaft und für das Geschlecht des ungeborenen Kindes (Kap. 20) sowie um die Nutzung von Eiern und um erregende Getränke (Kap. 21). Viele der Kapitel enthalten erotische Geschichten und Gedichte. Hierbei wird besonders die narrative Darstellung von Zärtlichkeiten zwischen Frauen als Mittel zur Erregung sexueller Lust eingesetzt.

## Europäische Rezeption

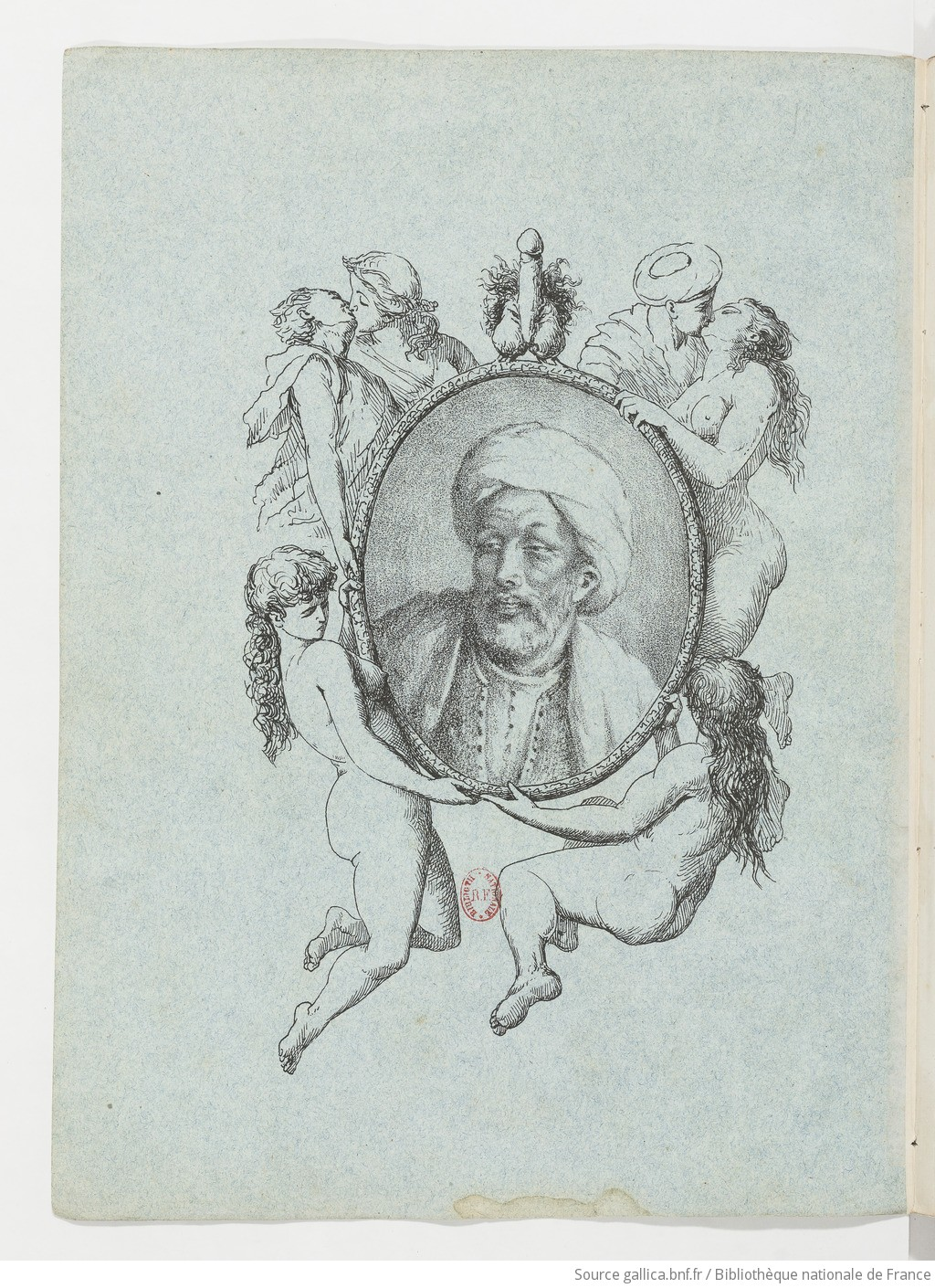
Frontispiz der französischen Übersetzung von 1850 mit „Porträt“ des Autors.

Der parfümierte Garten stieß im 19. Jahrhundert in Europa auf ein ähnlich großes Interesse wie das indische Kamasutra. Ein Offizier der französischen Armee in Algerien übersetzte das Werk 1850 ins Französische. Eine illustrierte Fassung des Texts wurde 1876 in 35 Exemplaren lithografisch reproduziert, eines davon befindet sich im Enfer der Bibliothèque nationale in Paris. Eine revidierte und korrigierte Druckausgabe mit den Notizen und Anmerkungen des Übersetzers erschien 1886 bei Isidore Liseux in Paris. Das letzte Kapitel ist unvollständig, da Homosexualität und Päderastie behandelnde Passagen entfernt wurden.
Diese französische Ausgabe war die Grundlage für die englische Übersetzung des viktorianischen Abenteurers und Orientalisten Richard Francis Burton, die unter dem Titel The Perfumed Garden of Sensual Delights 1886 bei der Kama Shastra Society London und Benares erschien, dem von Burton verwendeten Imprint für die von ihm und seinem Freundeskreis publizierten Privatdrucke. Burton hatte eine auf dem arabischen Text basierende Übersetzung fertiggestellt, zu einer Veröffentlichung kam es aber nicht mehr, da Burton starb und seine Witwe das Manuskript verbrannte. Jim Colville, der Autor der ersten englischen Übersetzung des arabischen Texts, übte massive Kritik an der Übersetzung Burtons:

„In Burtons Version wurden Details erweitert, Episoden hinzugefügt und ganze Abschnitte aus anderen, nicht-arabischen Quellen übernommen. Der Text ist in eine blumige Prosa gekleidet, die dem Stil des Originals fremd ist, und viele der Anmerkungen sind reine Spekulation. Das Ergebnis ist eine durchweg übertriebene und bizarre Fehldarstellung des Originals.“

Eine angebliche Übersetzung aus dem Arabischen erschien 1907 im Verlag von Charles Carrington. Die Textgrundlage ist unklar.
Eine erste deutsche Übersetzung von Heinrich Conrad auf Grundlage der französischen Übersetzung erschien 1905. Eine erste deutsche Übersetzung aus dem Arabischen von Ulrich Marzolph erschien 2002.

## Ausgaben
Arabische Textausgabe
- ar-Rauḍ al-ʿāṭir fī nuzhat al-ḫāṭir. Hrsg. von Ǧamāl Ǧumʿa. Riad El-Rayyes, London 1990, ISBN 1-85513-046-7.

Französische Übersetzungen
- Cheikh Nefzaoui. Traduit de l'arabe par monsieur le baron R***, capitaine d’État-Major. 1850. Privatdruck, 1877, Digitalisat.
- Le jardin parfumé du cheikh Nefzaoui. Manuel d'érotologie arabe (XVIe siècle). Traduction revue et corrigée. Isidore Liseux, Paris 1886 (Druckausgabe der anonymen Übersetzung von 1877).
- La prairie parfumée où s'ébattent les plaisirs. Übersetzung von René R. Khawam aus dem Arabischen. Phébus, Paris 1976.

Englische Übersetzungen
- The Perfumed Garden of Sensual Delights. Übersetzung von Richard Francis Burton. The Kama Shastra Society, London und Benares 1886 (Übersetzung der französischen Ausgabe 1886).
  - The Perfumed Garden of the Cheikh Nafzaoui. Kama Shastra Society of London and Benares, Cosmopolis 1886 (tatsächlich Edward Avery, London 1886, Raubdruck der Burtonschen Übersetzung).
  - The Perfumed Garden of the Shaykh Nefzawi. Übersetzung von Richard Francis Burton. Hrsg. mit einer Einführung von A. H. Walton, Panther, London 1963.
- The Perfumed Garden for the Soul’s Delectation. Translated from the Arabic of the Shaykh Nafzawi. The Kamashastra Society, London & Benares 1907 (tatsächlich Charles Carrington, Paris 1907).
- The Perfumed Garden of Sensual Delight. Übersetzung mit Einführung und Fußnoten von Jim Colville. The Kegan Paul Arabia library 7. Kegan Paul, London 1999 (basiert auf der arabischen Textausgabe von 1990).

Deutsche Übersetzungen
- Der duftende Garten des Scheik Nefzaui. Eine arabische Ars amatoria. Übersetzung von Heinrich Conrad. Privatdruck des Verlages „Der Spiegel“, Leipzig [1905]. Nachdruck: Bertelsmann, Gütersloh [1974].
- Der parfümierte Garten. Ein Handbuch arabischer Liebeskunst. Transposition des Buches „The perfumed garden“ von Sheikh Nefzawi nach der fehlerhaften Übersetzung aus dem Französischen ins Englische von Sir Richard Francis Burton aus dem Jahr 1876. Deutsch von Alfred Goubran. Edition Selene, 2004, ISBN 3-85266-207-9.
- Der duftende Garten zur Erbauung des Gemüts. Ein arabisches Liebeshandbuch. Aus dem Arabischen übersetzt von Ulrich Marzolph. C.H.Beck, München 2002. ISBN 3-406-49580-X